# Fête des 15 ans
 (septembre 2017).
Si vous disposez d'ouvrages ou d'articles de référence ou si vous connaissez des sites web de qualité traitant du thème abordé ici, merci de compléter l'article en donnant les références utiles à sa vérifiabilité et en les liant à la section « Notes et références ».

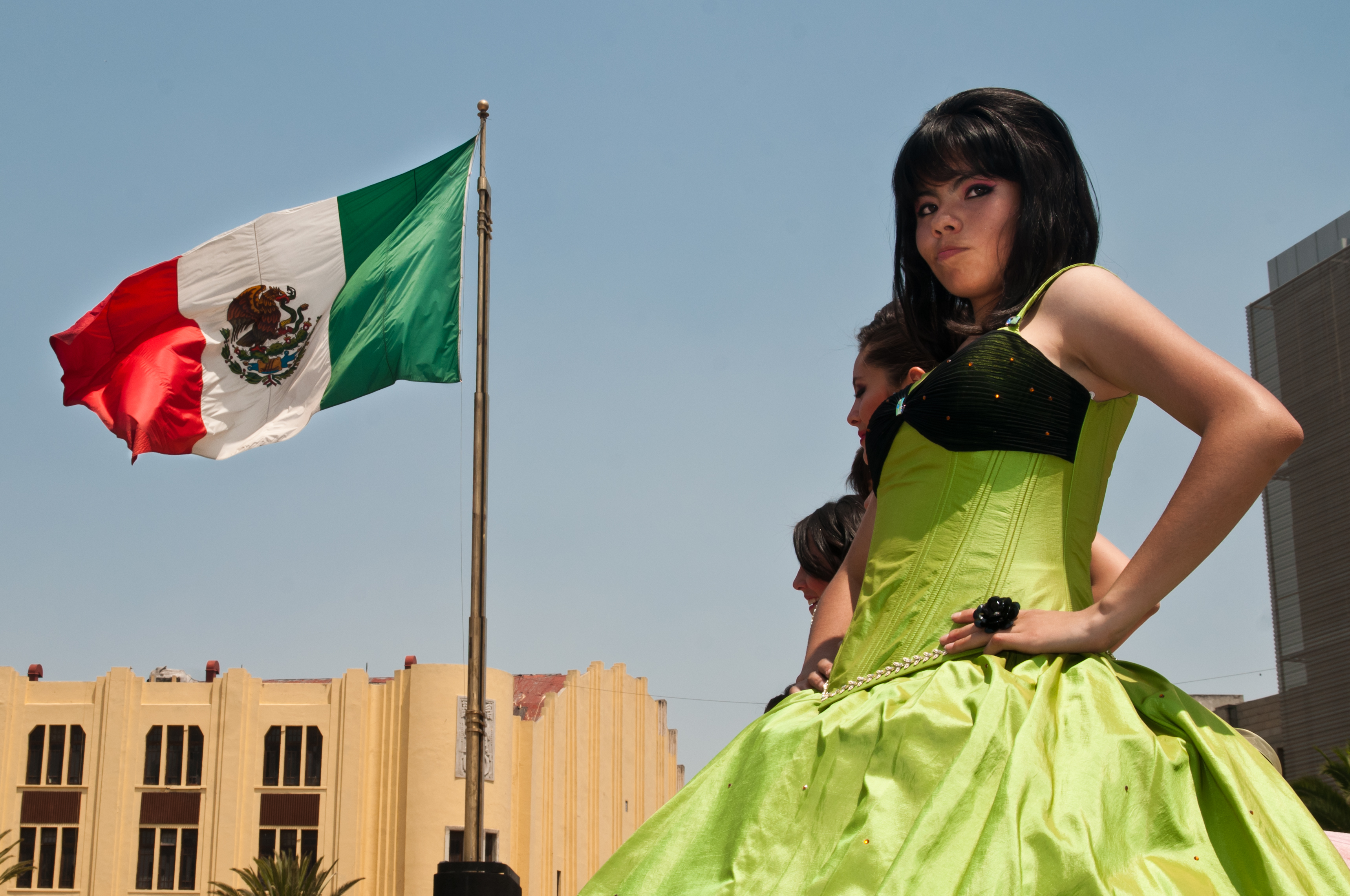
Une quinceañera mexicaine.

La fête des quinze ans (quince años) est une fête traditionnelle dans le monde latino-hispanique. Elle marque le passage de l'enfance au statut de femme d'une quinceañera (jeune fille qui fête ses quinze ans).

## Célébration
La cérémonie, de rite catholique, commence par une messe d'action de grâces (Misa de Acción de Gracias). La quinceañera arrive dans son habit de fête, souvent dans les tons roses, accompagnée de ses parents, de ses grands-parents, de sept demoiselles d'honneur et d'autant de prétendants qu'elle le désire. Après la messe, les sœurs cadettes, les cousins et les amis de la quinceañera sortent en premier pour se diriger vers la fête pendant que la jeune fille dépose son bouquet sur un autel dressé à la gloire de la vierge Marie.
La messe est suivie d'une fête donnée au domicile ou dans une salle de réception par la famille de la jeune fille. Un certain nombre de danses doivent être dansées par la jeune fille avec son père ou son petit ami. En Colombie, par exemple, la quinceañera doit danser une valse avec son père et quinze cavaliers sélectionnés par celui-ci parmi les amis de la jeune fille.
Tandis que cette célébration traditionnelle est toujours pratiquée de nos jours en Amérique latine et des communautés hispaniques en Amérique du Nord, on rencontre des variantes qui se concentrent plus sur les désirs de la jeune fille à célébrer et moins sur la partie religieuse. Dans un certain nombre de villes, la cérémonie n'est qu'un bal.
Au xxie siècle, de nombreuses familles s'endettent afin de réaliser la meilleure fête possible, tant son aspect traditionnel est important, selon les communautés qui pratiquent ce rite. Cette célébration reflète la condition sociale des parents, les plus riches dépensant des dizaines de milliers de dollars dans des fêtes somptueuses ou des voyages à Disney World en Floride, pendant que les plus pauvres économisent et empruntent pour sauver les apparences,.

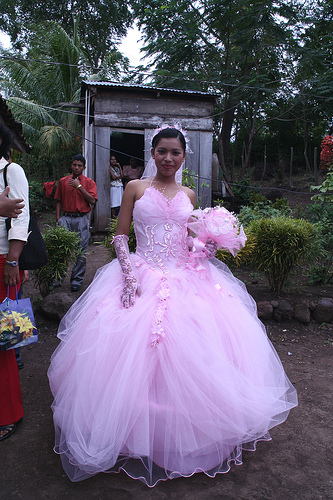
Cérémonie au Nicaragua (Amérique Latine).

## Dans la société cubaine
À Cuba, la fête peut inclure une danse de groupe chorégraphiée, dans laquelle 14 couples valsent autour de la quinceañera, qui est accompagné par l'un des danseurs principaux, un garçon de son choix ou son petit ami. La chorégraphie comprend souvent quatre ou six danseurs ou escortes appelés experts, qui sont autorisés à danser autour de la quinceañera. Ce sont généralement des danseurs inexpérimentés dont la fonction est de mettre en valeur le couple central. Les danseurs masculins sont également autorisés à porter des smokings de différentes couleurs.
Les célébrations du quinzième anniversaire étaient très populaires à Cuba jusqu'à la fin des années 1970. Cette pratique est entrée en partie à Cuba via l'Espagne, mais la plus grande influence a été les Français. [ citation nécessaire ] Les familles riches qui pouvaient se permettre de louer des salles à manger coûteuses dans des clubs privés ou des hôtels de quatre et cinq étoiles organisaient des célébrations qui étaient les précurseurs des quinceañeras, qu'ils appelaient coings. Ces célébrations avaient généralement lieu dans la maison de la jeune fille ou dans la maison plus spacieuse d'un parent.
Une autre tradition, courante à Cuba, est d'avoir 14 dames et 14 escortes (parfois 7 chacune) comme cour. Les escortes tiennent des fleurs (généralement des roses) et les dames portent des bougies. Alors que la quinceañera danse la valse avec son père, elle souffle une bougie, puis ramasse une rose. Cela continue jusqu'à ce qu'elle ait soufflé toutes les bougies et ramassé toutes les roses. Les 14 bougies soufflées représentent ses 14 années précédentes, et à chacune elle fait un vœu. Au moment de couper le gâteau, la quinceañera soufflera sa dernière bougie, accomplissant ainsi ses 15 souhaits. Les fleurs sont données à sa mère. 
Parfois, des familles entières se privent afin de pouvoir célébrer cet événement. Il a pris une telle ampleur que l'on déclare régulièrement que les deux dates les plus importantes dans la vie d'une femme sont ses quinze ans et son mariage. 
Luis Carbonell Pullés (es), une figure de la nation qui a décrit le mode de vie des cubains moyens appelle cet héritage culturel Los quince de Florita.

## Origines
Comme beaucoup de fêtes, les origines de la Fête des 15 ans se perdent dans la nuit des temps.
Les anciennes tribus de la Mésoamérique célèbrent des rites de passage des filles à l'âge adulte. Après cette célébration, elles apprennent, auprès de leur mère, leur future vie de femme.
Il n'est donc pas impossible que la fête des 15 ans soit une descendante lointaine de ces rites.
Il est également intéressant de relever qu’il existe, de par le monde, des fêtes similaires comme le sweet sixteen (en) et le bal des débutantes.
Cette fête est un tel phénomène de société au niveau du continent latino-américain, que même MTV latino y a consacré une émission de télé-réalité. 
Dans sa version traditionnelle, la fête des 15 ans est une sorte de bal des débutantes, organisé pour chaque quinceañera (jeune fille de 15 ans), à l’occasion de son quinzième anniversaire. À l’origine, cette fête était organisée dans les familles aisées, pour présenter les jeunes filles en âge d’être mariées au monde. Elle s’est ensuite démocratisée, et bien que de plus en plus de jeunes filles choisissent une autre manière de célébrer leurs 15 ans, elle reste une institution dans de nombreuses familles, quelle que soit leur origine sociale. Dans les familles mexicaines qui ont émigré aux États-Unis, la tradition reste également vivace. Au Canada aussi, la tradition se perpétue dans les familles hispano-américaines qui ont émigré. D'ailleurs, il y a des commerces à Montréal, qui proposent des robes pour la fête des 15 ans en plus des robes de bals de fin d’année et de mariages.
Autrefois, la jeune fille de quinze ans portait une longue robe blanche semblable à une robe de mariée, accompagnée d’un traditionnel bouquet de roses blanches. Aujourd’hui, la tenue a quelque peu évolué, permettant plus de choix de couleurs et d'extravagances.[Information douteuse]

## Les différentes étapes de la célébration
La messe : Dans les familles catholiques, il est de tradition, avant la grande réception et la fête, de célébrer une messe en l’honneur de la vierge Marie, pour permettre à la jeune fille de «prendre conscience» du pas qu’elle est en train de franchir en devenant une femme. Seuls la famille et les amis proches participent à cette messe.
Les chambellans (cavaliers) : La quinceañera n’a pas un, mais plusieurs cavaliers, qui peuvent aller de 2 à 15 (comme 15 ans), en fonction de l’importance de la fête et du budget alloué par la famille. La plupart du temps, ils sont entre 5 et 7. Les chambelanes accompagnent la jeune fille dans les multiples chorégraphies qu’elle réalise durant son « spectacle » et la servent comme une reine (ou une princesse de contes de fées). Ils représentent sa «cour d’honneur» et il est usuel (mais pas obligatoire) qu’il y ait également un «garçon d’honneur». Autrefois, les chambelanes étaient choisis parmi les frères ou les cousins de la jeune fille. Aujourd’hui, il s’agit plutôt de bons amis (et quelquefois du petit-ami), même si parfois certaines jeunes filles choisissent d’embaucher des danseurs professionnels, pour être sures que leur fête soit réussie.[réf. nécessaire]
L'entrée : Généralement, 5 damoiseaux en tenues de valets se sont placés sur la scène. La quinceañera se fait attendre, parce qu’elle ménage son effet. Soudain les lumières se tamisent, les voix se taisent, les yeux se tournent vers la scène, et la quinceañera surgit de la pénombre, un masque vénitien lui cachant tout d'abord le visage.
Le bouquet : Traditionnellement, lorsqu’il y a eu une messe avant la grande célébration, le bouquet de la jeune fille doit être offert à la vierge. Cependant, de plus en plus de jeunes filles ne l’offrent plus et le gardent soigneusement en souvenir, avec les autres accessoires de la fête et la robe. Il est toujours assorti à la robe de la jeune fille.
Le couronnement : Lorsque la jeune fille entre dans la salle des fêtes accompagnée de ses cavaliers, elle exécute une première chorégraphie qui représente une sorte de présentation au monde, puis elle est couronnée au sens propre du terme, telle une reine, avec un diadème de brillants.
La poupée : Pour symboliser la sortie de l’enfance et la métamorphose en femme de la jeune fille, une fillette de sa famille ou de ses amis proches lui remet son dernier jouet (une poupée). Cette sorte de « passage de relais » est en général un des plus jolis et attendrissants moments de la fête. Selon la jeune fille, celle-ci choisira uniquement de recevoir cette poupée, mais elle pourra également jouer avec elle, la caresser, la bercer ou la promener, face à ses convives, comme partie du « spectacle », qu’elle leur offre.
Le gâteau : Le gâteau, tout comme la décoration de la salle et le bouquet, reprend les couleurs de la robe de la jeune fille. Il est un peu le symbole de la personnalité de la jeune fille. Au moment de le partager, entourée de toutes les petites filles de la fête, elle le goûtera en y donnant une mordida, et  le partagera entre tous ses invités, en servant en premier les petites filles qui l’entourent.
Les verres enflammés : La tradition veut que la quinceañera porte un plateau avec des coupes dans lesquelles est flambé de l'alcool. C'est sa façon à elle de devenir une femme,.
Les chaussures : Pour symboliser le passage au statut de femme, la jeune fille change de chaussures, et passe des talons plats aux talons hauts, en chaussant des escarpins ou des sandales à talons. C’est généralement un membre proche de sa famille qui lui offre et lui chausse sa première paire de chaussures à hauts talons, mais ce peut être également un de ses chambellans.
Toast : Lorsque toute la cérémonie proprement dite est achevée, et avant que ne commence la valse, on porte un toast en l’honneur de la jeune fille devenue femme. L’anecdote amusante est que très souvent la couleur de la boisson qui sert de toast est assortie à la robe de la jeune fille.
La valse : L’un des moments phares de la fête est la valse. La quinceañera danse tout d’abord avec ses chambellans, puis avec son père, et ensuite, avec toutes les personnes importantes de son entourage (famille, amis proches et parrains), appelées une à une par la personne chargée de l’animation de la fête (maître de cérémonie). Les chambellans se chargent quant à eux de danser avec les femmes présentes à la fête et appelées également à danser,,.
La chorégraphie (spectacle) : Après la valse, vient l’heure du « spectacle ». La quinceañera se change pour aller revêtir des tenues en adéquation avec les chorégraphies qu’elle a préparées avec ses chambellans. Il s’agit en général de rythmes plus modernes comme le reggaeton, le rap, la cumbia ou des rythmes traditionnels mexicains comme le [pasito duranguense].
La pantomime : La quinceañera danse seule une pantomime, des variations de danse terminant le "bal" de la fête.
La musique, groupe ou mariachis : Comme dans toute fête au Mexique, la musique joue un rôle très important. Il est donc de coutume, en fonction des moyens dont dispose la famille, de faire appel à un groupe de mariachis, un groupe de cumbia ou de musiciens plus traditionnels, ou à une simple sono, si les moyens de la famille sont plus limités.